# 佐々木かをり
佐々木かをり（ささきかおり、 1959年5月12日 - ）は、日本の事業家、評論家、作家。

## 来歴
神奈川県横浜市生まれ。横浜国立大学教育学部附属横浜小学校、横浜国立大学教育学部附属横浜中学校卒業。神奈川県立外語短期大学付属高等学校卒業 後、日米会話学院昼間部英会話科に入学。翌年、上智大学外国語学部比較文化学科 に入学し、日米会話学院では夜間部英会話科に変更。上智大学外国語学部比較文化学科卒業。大学在学中の1983年に交換留学生として米国ニューヨーク州エルマイラ大学に9ヶ月間留学。この頃にダーシー・ニールというセミナー・トレーナーの通訳を行ったことが人生の転機となった。その後、ニールにはビジョン・クエストのコーチングなどを講演依頼したりしている。なお、エルマイラ大学からは2008年に名誉文学博士号を授与された。
フリーランスの通訳を経て、1987年に通訳・翻訳・コミュニケーショントレーニング等を主業務とした 株式会社ユニカルインターナショナル、2000年3月には株式会社イー・ウーマンを設立し、同年9月にはホームページを開設した。イー・ウーマンの設立にあたっては、8億7千万円の資本金を集めたが事業としては立ち行かず、95%の減資を行って再出発した。直近の資本金は約4千3百万円となっている。
再出発後の同社取り扱い商品は手帳と時間（手帳）管理術セミナーだけだったが、2003年からメロンのエキスを使った抗酸化サプリメント「メロンリペア」が加わった。また、セミナー講座名の「イー・ウーマンユニバーシティ」を2009年6月に「表参道カレッジ」と名称変更し、茂木健一郎を学長とした。佐々木が1988年に世界若手起業家組織YEO(Young Entrepreneurs' Organization)日本支部第2期会長を務めたことを契機に、1996年より毎夏「国際女性ビジネス会議」を開催している。
2001年1月森内閣の堺屋太一経済企画庁長官主導のIT戦略本部有識者本部員、2001年4月第1次小泉内閣の総合規制改革会議（議長：宮内義彦）委員を皮切りに、内閣府国民生活審議会・物価安定政策会議委員、同男女共同参画会議「仕事と子育ての両立支援に関する専門調査委員会」委員、公正取引委員会の独占禁止懇話会員、法務省法制審議会委員、総務省情報通信行政・郵政行政審議会委員、第2次安倍内閣では内閣府規制改革会議委員などを歴任。
民業ではメリルリンチ証券ダイバーシティアドバイザリーボード、松下電器アドバイザリーボード、東芝アドバイザリーボード、ニッセンホールディングス社外取締役兼コンプライアンス委員会委員長、株式会社東京海上日動火災社外監査役、日本電気株式会社社外取締役、日本郵便株式会社社外取締役、プレミア・ウェルネスサイエンス株式会社社外取締役、神戸大学経営学部非常勤講師、多摩大学客員教授などを歴任している。現在は、ソニー教育財団理事、KDDI財団理事、独立行政法人国立科学博物館経営諮問委員、一般財団法人インターネット協会評議員、日本科学未来館総合監修委員、東京大学非常勤講師を務めるかたわら、株式会社エージーピー社外取締役兼指名報酬委員会委員長、小林製薬株式会社社外取締役、株式会社テレビ東京ホールディングス社外取締役兼指名報酬委員会委員、株式会社マルエツ社外取締役に就任している。
公職としては、2007年から文部科学省中央教育審議会初等中等教育分科会臨時委員 を長らく務め、現在は同省の実践的な職業教育を行う新たな高等教育機関の制度化に関する特別部会委員 も務める。他に経済産業省産業構造審議会委員 を務めている。2018年東京都東京と日本の成長を考える検討会委員。2021年内閣府男女共同参画会議議員。2023年テレビ東京ホールディングス取締役。

## 受賞歴
- 1988年 社団法人ニュービジネス協議会の第1回アントレプレナー大賞特別賞を受賞[10]。
- 2009年5月 「ベストマザー賞」を受賞[10]。

## 人物
- 「WIN-WINの関係」、「ギブ＆テイクではなくギブ＆ギブンで」を仕事のモットーとしている[19]。
- 選択的夫婦別姓制度導入に賛同する。「夫婦別姓は多様性、ダイバーシティ社会の実現に必要」と述べる[20]。
- 鳩山由紀夫内閣のとき、鳩山が主催する「リアル鳩カフェ」、第2回リアル鳩カフェ  で、平田オリザとともにファシリテーターを任された[21][22]。佐々木は鳩山について、「これまで6人の首相を、委員という立場を通してなど間近で見て、お話ししたりしてきていますが、鳩山総理は、一番生活者に近い感じがします」とコメントしている[23]。
- 佐々木によれば、アメリカ合衆国広報文化交流局のマルゴ・キャリントンが駐日大使館に赴任した際、最初に会った日本人は佐々木であり、日本国内の手引き役となったという[24]。

## 書籍

### 著書
- 『妊婦だって働くよ 妊娠から出産までの体験記』（1995年2月7日、WAVE出版）ISBN 9784900528475
- 『ギブ&ギブンの発想 自分が動く、世界が変わる』（1997年8月30日、ジャストシステム）ISBN 9784883094462
- 『自分が輝く7つの発想 ギブ&テイクからギブ&ギブンへ』（2001年12月3日、光文社 知恵の森文庫）ISBN 9784334781309
- 『ミリオネーゼの手帳術 8ケタ稼ぐ女性に学ぶサクサク時間活用法』（2003年11月30日、ディスカヴァー・トゥエンティワン）ISBN 9784887592889
- 『計画力おもしろ練習帳 7週間書き込み式』（2005年7月20日、日本能率協会マネジメントセンター）ISBN 9784820742975
  - 『計画力おもしろ練習帳 7週間書き込み式 新訂版』（2010年7月10日、日本能率協会マネジメントセンター）ISBN 9784820746515
  - 『計画力おもしろ練習帳 7週間書き込み式 新装版』（2017年7月14日、日本能率協会マネジメントセンター）ISBN 9784820759935
- 『佐々木かをりの手帳術 アクションプラン時間管理で人生がハッピーになる！』（2005年11月15日、日本能率協会マネジメントセンター）ISBN 9784820716600
- 『図解 ミリオネーゼの手帳術』（2005年12月25日、ディスカヴァー・トゥエンティワン）ISBN 9784887594357
- 『さっと書けて心が伝わる英文メール術 あなたのビジネスをパワーアップ！』（共著者:ダーシー・アンダーソン）（2005年12月25日、アルク）ISBN 9784757409484
- 『人生をプラスに広げる5つの視点』（2006年5月15日、光文社 知恵の森文庫）ISBN 9784334784201
- 『シゴトのバイブル 入門編』（2006年6月30日、PHP研究所）ISBN 9784569645261
- 『自分を予約する手帳術 「なんとなく忙しい」から抜け出す時間管理法』（2011年11月7日、ダイヤモンド社）ISBN 9784478014370
- 『必ず結果を出す人の伝える技術』（2012年4月20日、PHP研究所 PHPビジネス新書）ISBN 9784569803524
- 『賢人の仕事術 流儀を貫く覚悟がオリジナルの結果を生む。常識を疑って壁を破れ！』（共著者:酒巻久 小宮一慶 生島ヒロシ 渡邉美樹）（2013年1月24日、幻冬舎）ISBN 9784344902640
- 『なぜ、時間管理のプロは健康なのか？』（2014年12月1日、ポプラ社 ポプラ新書）ISBN 9784591142813

### 編著
- 『お金の話を13歳でもわかるように一流のプロに聞いたら超カッキ的な経済本ができちゃいました！』（2013年4月1日、ダイヤモンド社）ISBN 9784478023532

### 訳書
- 『インテル戦略転換』（著者:アンドリュー・S・グローブ、訳者:佐々木かをり）（1997年11月10日、七賢出版）ISBN 9784883043330
- 『クリッキング 売れる17の波 売れる17の波』（著者:フェイス・ポップコーン、訳者:佐々木かをり）（1999年2月24日、WAVE出版）ISBN 9784872900422
- 『さよならメリルリンチ』（著者:ポール・スタイルズ、訳者:村上雅夫 佐々木かをり）（1999年8月8日、日経BP社）ISBN 9784822241353
- 『大事なことを思いどおりに伝える会話術』（著者:アン・ディクソン、監訳:佐々木かをり 、訳者:ユニカルインターナショナル）（2002年7月20日、角川書店）ISBN 9784047914223
- 『パラノイアだけが生き残る 時代の転換点をきみはどう見極め、乗り切るのか』（著者:アンドリュー・S・グローブ、訳者:佐々木かをり）（2017年9月14日、日経BP社）ISBN 9784822255343

## 番組出演

### テレビ
- ニュースステーション（テレビ朝日）ニュースリポーター
- CBSドキュメントドキュメントdashdash （TBSテレビ）キャスター（1996年7月 - 2000年）
- ブロードキャスター（TBSテレビ） ゲスト・コメンテーター
- 情報プレゼンター とくダネ!（フジテレビ） - 2006年4月～2009年11月金曜日、2009年11月～2010年3月木曜日
- 日経スペシャル カンブリア宮殿（テレビ東京）「仕事の達人たちの手帳術 手帳でビジネスに勝て！」 - 2006年12月4日[25]
- 直撃LIVE グッディ! （フジテレビ） - 2015年 - 2016年3月
- Live News it! （フジテレビ） - （2019年10月8日 - )